# Villán de Tordesillas
Villán de Tordesillas is een gemeente in de Spaanse provincie Valladolid in de regio Castilië en León met een oppervlakte van 12,30 km². Villán de Tordesillas telt 122 inwoners (1 januari 2016).

## Demografische ontwikkeling
Bron: INE, 1857-2011: volkstellingen